# 足立智充
足立 智充（あだち ともみつ、1979年12月31日 - ）は、日本の俳優。静岡県出身。空（くう）所属。身長173cm。血液型はO型。特技は少林寺拳法、サッカー、裏千家茶道。第32回日本映画プロフェッショナル大賞にて主演男優賞受賞（佐向大監督作品『夜を走る』）。

## 出演

### 映画
- A DAY IN THE LIFE（浅野晋康監督）
- 二次会にて（山下敦弘監督）
- はじめての世界学（髙橋明大監督）
- 新しい予感（浅野晋康監督）
- 最後の怪獣（髙橋明大監督）
- ある光（髙橋明大監督）第5回フィルムエキシビジョンinOSAKAグランプリ
- how insensitive(2009年）

2010年
- MORE（伊藤丈紘監督）- 高橋セイジ役

2011年
- マイ・バック・ページ（山下敦弘監督）- 拡声器の男役
- やくたたず（三宅唱監督）- 中川次郎役

2012年
- CUT（アミール・ナデリ監督）- 組員役
- 武蔵野S町物語（金澤克次監督）- 村上医師役
- Playback（三宅唱監督）

2013年
- そして父になる（是枝裕和監督）- 橘浩二役
- んで、全部、海さ流した。（庄司輝秋監督）- 小林役
- 同級生 REUNION（片岡秀明監督）- 山田雅夫 役

2014年
- 恋につきもの 豆腐の家（五十嵐耕平監督）- 塩谷修司 役
- 蜃気楼の舟（竹馬靖具監督）- ミツオ 役
- ドライブイン蒲生（たむらまさき監督）- 吉田 役
- むらとうたう（早坂亮輔監督）- テニスのおじさん 役
- OHAMANA（玄宇民監督）- トモ 役
- 都留市制60周年協賛事業かぐらめ（奥秋泰男監督）- 佐野哲也 役

2015年
- 息を殺して（五十嵐耕平監督）- アダチさん 役
- お嬢さん（おじょうさん、韓国語：아가씨 （アガシ））（パク・チャヌク監督）- 医者 役
- かぐらめ（奥秋泰男監督）- 佐野哲也 役

2016年
- 64-ロクヨン-（瀬々敬久監督）- 八田 役
- 未完の旅路への旅（玄宇民監督）- 主役
- 散歩する侵略者 （黒沢清監督）- 警官 役
- キセキ -あの日のソビト-（兼重淳監督）- ライブハウスオーナー 役
- ろんぐ・ぐっどばい〜探偵古井栗之助〜（いまおかしんじ監督）- 岩城 役

2017年
- 密使と番人（三宅唱監督）- 平蔵 役
- 二十六夜待ち（越川道夫監督）- 由美の兄・幸太郎 役

2018年
- 友罪 （瀬々敬久監督）- 市役所職員 役
- 検察側の罪人（原田眞人監督）
- 闇金ぐれんたい（たむらまさき監督）- 前田良夫 役
- 横浜、愛してる（廣原暁監督）- 見知らぬ男 役
- 万引き家族（是枝裕和監督）- スーパーの店員 役
- 響 〜小説家になる方法〜（月川翔監督）- 丸山祥吾 役
- きみの鳥はうたえる（三宅唱監督）- 森口 役
- 教誨師（佐向大監督）- 大木智也 役
- HIBIKI（月川翔監督）

2019年
- 貞子（中田秀夫監督）
- 最高の人生の見つけ方（犬童一心監督）
- 種をまく人（竹内洋介監督）- 裕太 役

2020年
- ふたつのシルエット（竹馬靖具監督）

2021年
- いる（礒部泰宏監督）
- ONODA 一万夜を越えて（アルチュール・アラリ監督）- 黒田 役
- 浜の朝日の嘘つきどもと(タナダユキ監督)

2022年
- 夜を走る（佐向大監督）- 主演・秋本 役
- 激怒（高橋ヨシキ監督）
- ドーナツもり（定谷美海監督）- 森武蔵 役
- ケイコ　目を澄ませて（三宅唱監督）

2024年
- 夜明けのすべて（三宅唱監督）[1]
- 水平線（小林且弥監督）[2]
- 辰巳（小路紘史監督）[3]
- 雨の中の慾情（片山慎三監督）[4]
- SUPER HAPPY FOREVER（五十嵐耕平監督）[5]
- カオルの葬式（湯浅典子監督）[6]

2025年
- 光る川（金子雅和監督 ）[7]
- 逃走（足立正生監督）[8]
- 少年と犬（瀬々敬久監督）[9]
- 中山教頭の人生テスト（佐向大監督）[10]
- 旅と日々（三宅唱監督）[11]

### テレビドラマ
- 深夜食堂
  - 第1シリーズ第1話、5話、10話（2009年、MBS） - サラリーマン 役
  - 第2シリーズ第11話、12話、18話(2011年、MBS) - 足立 役
- ナサケの女第1話、2話、3話、5話、7話、8話(2010年、テレビ朝日）- 久保田功 役
- 明日をあきらめない…がれきの中の新聞社〜河北新報のいちばん長い日〜(2012年、テレビ東京）- 担任の先生 役
- 連続ドラマW
  - 罪と罰 A Falsified Romance最終回(2012年、WOWOW) - 巡査 役
  - 夢を与える（2015年、WOWOW）
  - グーグーだって猫である2 -good good the fortune cat-第2話(2016年、WOWOW) - 宮下 役
  - 名刺ゲーム（2018年、WOWOW）- 作家 役
- バッケンレコードを越えて(2012年、CX) - 男性療法士 役
- NHKスペシャル 未解決事件「オウム真理教」(2012年、NHK) - 広瀬健一 役
- ゴーイングマイホーム（2012年、CX・関西テレビ） - 田辺清明 役
- 黒澤明ドラマスペシャル 野良犬（2012年、テレビ朝日）- 岸本昇 役
- テレビ朝日開局55周年記念ドラマスペシャル オリンピックの身代金 第二夜（2013年、テレビ朝日）- 警官 役
- BS時代劇酔いどれ小藤次第9回（2013年、NHK） - 木材問屋番頭 役
- 大河ドラマ（NHK）
  - 八重の桜 最終回（2013年） - 圓能斎 役
  - 青天を衝け 第34回（2021年） -木下 役
- ガラスの家（2013年、NHK） - 不動産屋 役
- 隠蔽捜査 第10話（2014年、TBS） - 試験官 役
- 池上彰のJAPANプロジェクト〜50年前のニッポン 未来のニッポン〜死の海と闘う（2014年、テレビ東京）- 記者 役
- 逃げる女 第2話（2016年、NHK）
- 土曜ワイド劇場 棟居刑事の偽完全犯罪（2016年、テレビ朝日）- 勝呂肇 役
- コントレール罪と恋 最終回（2016年、NHK） - 病院事務員 役
- 火の粉 第6話（2016年、CX） - 警官 役
- 特殊犯罪課・花島渉（2017年、テレビ朝日）- 片岡光男 役
- 土曜ワイド劇場 おとり捜査官20（2016年、テレビ朝日）- 鈴輪和弘 役
- 銭形警部 第2話（2017年、hulu） - 三浜 役
- 朝の連続テレビ小説 ひよっこ 第8話（2017年、NHK） - 郵便配達員 役
- 警視庁ゼロ係〜生活安全課なんでも相談室〜 第6話 （2017年、テレビ東京）- 人質 役
- NHK BSプレミアム正月特番 美子 haruko（2018年、NHK）- 明治天皇 役
- ハピゴラ! 第1話（2018年） - リストラされる先輩役
- 年末年始見どころBS（2018年、NHK）
- amazonプライムビデオ チェイス 第2章 第1話（2018年、Amazon） - 捜査員 役
- FINAL CUT 第1話（2018年、関西テレビ・CX）- 江藤裕司 役
- 嫌われ監察官 音無一六スペシャル（2018年） - 山下 役
- 相棒
  - season16第20話最終回2時間スペシャル(2018年、テレビ朝日）- 若い医師 役
  - season17第9話「刑事一人」（2018年、テレビ朝日）‐ 板橋茂 役
- ストリートワイズ イン ワンダーランド第3話(2018年、フジテレビ）- 依頼人 役
- NHKスペシャル未解決事件file.7(2018年、NHK) - 岬 役
- 凪のお暇(2019年、TBS) - 嶋浩一 役
- ワカコ酒 season5 第6話(2020年5月12日、BSテレ東) - 先輩 役
- BSプレミアムドラマ 拾われた男 LOST MAN FOUND 第3話（2022年7月10日、NHK BSプレミアム・ディズニープラス）[12]
- 杉咲花の撮休 最終話「五年前の話」（2023年3月17日、WOWOW） - 風間 役[13]
- おいち不思議がたり（2024年9月1日 - 10月20日、NHK BS・NHK BSプレミアム4K） - 長治 役
- 宙わたる教室(2024年、NHK) - 武井 役
- 潜入兄妹 特殊詐欺特命捜査官 第2話（2024年10月12日、日本テレビ） - 名取理 役[14]
- 僕達はまだその星の校則を知らない 第2話（2025年7月21日、関西テレビ・フジテレビ） - 藤村太一 役[15]

### CM
- セコム(2009)
- KIRINいのちのよろこび篇(2009)
- ベネッセ小ゼミWEB MOVIE  ナレーション（2010）
- NECクラウド「接点デバイス活用」篇(2010）
- NTT東日本「365日。あの少年と父親」篇(2010)
- KIRINのどごし生「のどごしミュージカル篇」(2010)
- 花王ニベア８×４「やりすぎクールビズ」篇(2011)
- ベネッセ「赤ペン魂」篇　ナレーション(2011)
- サントリージョッキ生「社員旅行」篇(2011)
- パルコムWEB(2012)
- NHKサッカー２０１３「世界を青く！」篇(2013)
- ベネッセ小ゼミ「教授」篇　ナレーション(2013)
- 本田技研工業HONDAモーターショー(2013)
- 出光興産SSナレーション(2014)
- 全労済こくみん共済「家族のまさか」篇(2014）
- ファイザー製薬(2015)
- 花王BOVAミューズ(2016)
- 江崎グリコジャイアントコーン（2016)
- SUBARUYour story with「路」篇(2016)
- アクサ損害保険アクサ生命「先手を打つ」篇（2016）
- Microsoft企業VP(2016)
- PS4人喰いの大鷲トリコ(2016)
- リクルートジョブズ「私たちが思い描く目指したい社会」web(2017)
- 任天堂 Nintendo Switch(2017）
- サイボウズキントーン「本音と建前」篇(2018)
- クラシエHIMAWARI(2018)

### 舞台
- 遊園地再生事業団「月の教室」
- Nibroll「DRY  FLOWER」(2004年、The Kitchin(NY))「森美術館MAMコンテポラリーアート賞」受賞
- ミクニヤナイハラプロジェクト「3年2組」(2005年、吉祥寺シアター（東京）吉祥シアターこけら落とし公演、愛知芸術文化センター）
- Nibroll「NO DIRECTION」(2006年、東京都写真美術館、まつだい農舞台、 福岡イムズホール、パナソニックセンター東京、桜美林大学 GALA Obirin2008、Victroria Theatre、愛知県芸術劇場)
- ミクニヤナイハラプロジェクト「青ノ鳥」「第52回岸田國士戯曲賞」最終候補ノミネート作品(2007年、吉祥寺シアター)
- チェルフィッチュフリータイム（2008年3月、六本木Super Deluxe）
- チェルフィッチュ「三月の5日間」(2008年欧州ツアー2008夏、2008秋、北海道公演、北米ツアー）
- チェルフィッチュ『フリータイム』(2008年東京公演、欧州ツアー2008春、横浜公演、パリ公演)
- チェルフィッチュ記憶の部屋について(2008年）
- 象（2010年、新国立劇場）
- チェルフィッチュゾウガメのソニックライフ（初演2011年）
- チェルフィッチュUnable to see(2011年）
- ミクニヤナイハラプロジェクト「シーザーの戦略的な孤独」「Bangkok Theatre Festival 2015」出品作品(2014年、大阪市立創造館、吉祥寺シアター)
- チェルフィッチュスーパープレミアムソフトWバニラリッチ（2014年、KAAT神奈川芸術劇場、欧州ツアー2014春、ツアー2014秋、宮崎・岡山ツアー、欧州・中東ツアー、バンコク公演）
- 「午後の光」(2018年)

## 受賞歴
- 第32回日本映画プロフェッショナル大賞 主演男優賞（『夜を走る』）[16]